# Leuchtturm Wustrow
Der Leuchtturm Wustrow, auch bekannt als Nebelstation Wustrow, stand auf dem Gemeindegebiet von Wustrow, etwa zwei Kilometer südwestlich des Ortskerns. Das Leuchtfeuer wurde 2014 gelöscht und das Gebäude im Frühjahr 2016 abgerissen. Als Ersatz wurde ein neues Sektorenfeuer auf der Seebrücke errichtet.

## Geschichte
Aufgrund zunehmender Schiffsunglücke an der Wustrower Küstenlinie bestätigte 1910 das Großherzogliche Ministerium in Schwerin die Errichtung einer mit Dampf betriebenen Nebelhornanlage. Ihre Sirenentöne waren bis zu sechs Seemeilen weit hörbar. Zusätzlich installierte man 1911 eine Vorrichtung, mit der ein Spiritusglühlicht am Schornstein des Maschinenhauses hochgezogen werden konnte.
Das Nebelsignal wurde bis 1922 mit Dampf betrieben. Mit der Elektrifizierung von Wustrow wurde die Station auf Elektrobetrieb umgerüstet.
1933 wurde an der Nordecke des Gebäudes ein zehn Meter hoher viereckiger Leuchtturm mit zwei Galerien angebaut. Ab 1972 wurden Leuchtfeuer und Nebelsignal auf automatischen Betrieb umgestellt. Das Nebelhorn wurde 1987 außer Betrieb genommen.

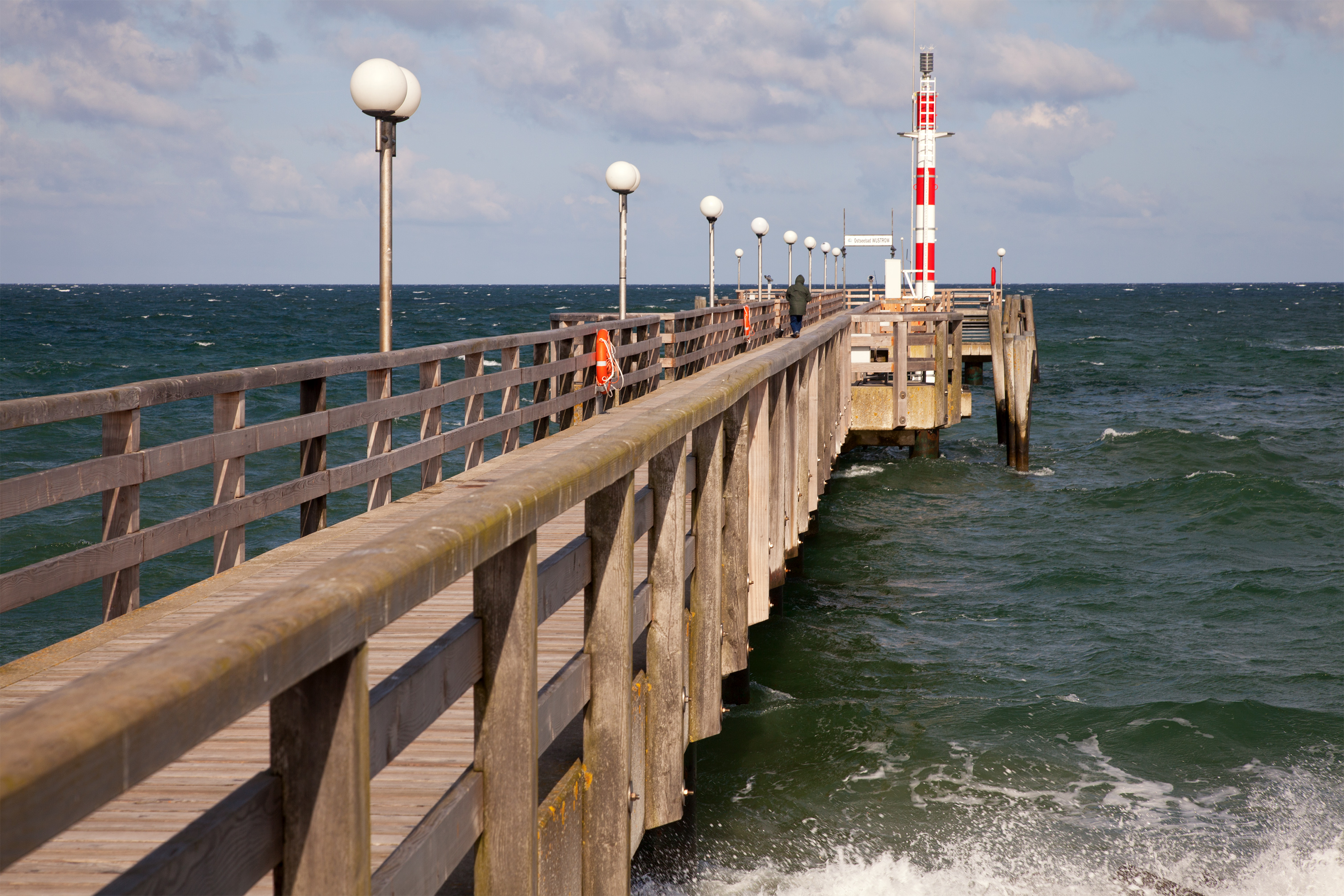
Das neue Leuchtfeuer auf der Seebrücke

Seit 2008 wurde befürchtet, dass das Gebäude den Küstenschutz gefährden könnte und es aus diesem Grund aus dem Deich entfernt werden müsste. Als Ersatz ist auf der Seebrücke Wustrow ein acht Meter hoher Rohrmast aufgestellt worden. Das alte Sektorenfeuer wurde am 1. April 2014 gelöscht und einen Tag später auf dem neuen Feuerträger wieder in Betrieb genommen. Die alte Laterne wurde am 23. April 2014 demontiert und beim Wasser- und Schifffahrtsamt, Stralsund eingelagert. Im Frühjahr 2016 wurde das Gebäude abgerissen und die Deichlinie begradigt.

## Förderverein
Der am 17. April 2014 gegründete Förderverein Nebelstation Wustrow e. V. wollte das über 100 Jahre alte, aber nicht als Baudenkmal anerkannte Gebäude vor dem drohenden Abriss retten und ein Museum einrichten. Für die erforderliche Deichverstärkung und Gebäudesanierung wurden 775.000 Euro veranschlagt. Diese Summe wollte der Förderverein mit Spenden und öffentlicher Förderung erreichen. Mittlerweile ist das Ziel des Fördervereins eine Neuerrichtung des Leuchtfeuers an einer anderen Stelle. Dazu hat die Gemeindevertretung einer Änderung des Bebauungsplanes zugestimmt und somit den Weg für weitere Planungen freigemacht.